# گرونوویتسه (استان اوپوله)
گرونوویتسه (به لهستانی:  Gronowice) یک روستا در لهستان است که در گمینا لاسوویتسه ویلکیه واقع شده‌است.
 گرونوویتسه  ۶۷۳ نفر جمعیت دارد.